# Campeonato Paraibano de Futebol de 2023 - Terceira Divisão
O Campeonato Paraibano de Futebol de 2023 - Terceira Divisão será a 3ª edição desta competição futebolística organizada pela Federação Paraibana de Futebol.
O campeonato iniciará no dia 18 de novembro, e contará com 4 equipes participantes. Será disputada em duas fases, na primeira fase, os clubes jogam entre si em turno único, classificando os dois melhores. Na segunda fase, as equipes classificadas disputam entre si em jogo único, declarando o campeão quem vencer a partida.

## Antecedentes
A Federação Paraibana de Futebol no dia 13 de setembro, reuniu as equipes interessadas a participar da competição: Femar, Santa Rita-PB (em parceria com o  Internacional-PB ), Miramar e Serrano-PB; como principal destaque Cruzeiro-PB, que não disputava competições profissionais desde 2015. A ideia do formato foi de fazer uma competição curta, com poucas despesas dos participantes. No dia 14 de setembro, foi divulgado o regulamento do campeonato, com o retorno do Santos-PB, e da ausência do Miramar. Um clube folgará a cada rodada. A reunião foi conduzida por Michelle Ramalho, com a participação do diretor de competições Gustavo Trindade.

## Equipes participantes
| Baixa | Equipes rebaixadas da Segunda Divisão de 2022 |

| Equipe     | Cidade         | Campanha em 2022 | Títulos        |
| Cruzeiro   | Itaporanga     | Não disputou     | 0 (não possui) |
| Femar      | Pedras de Fogo | 6º lugar (2D)    | 0 (não possui) |
| Santa Rita | Santa Rita     | 3° lugar         | 0 (não possui) |
| Serrano    | Campina Grande | 10° lugar (2D)   | 0 (não possui) |

## Primeira fase
| Pos | Equipe        | Pts | J | V | E | D | GP | GC | SG | Classificado                          |
| --- | ------------- | --- | - | - | - | - | -- | -- | -- | ------------------------------------- |
| 1   | Cruzeiro-PB   | 9   | 3 | 3 | 0 | 0 | 6  | 2  | +4 | Final e promoção à 2ª Divisão de 2024 |
| 2   | Santa Rita-PB | 6   | 3 | 2 | 0 | 1 | 11 | 3  | +8 | Final e promoção à 2ª Divisão de 2024 |
| 3   | Femar         | 3   | 3 | 1 | 0 | 2 | 2  | 5  | −3 |                                       |
| 4   | Serrano-PB    | 0   | 3 | 0 | 0 | 3 | 2  | 11 | −9 |                                       |

## Segunda fase

### Final
| 07 de dezembro | Cruzeiro-PB | (4) 1 – 1 (2) | Santa Rita-PB | Estádio O Zezão, Itaporanga |
| 19:00          |             | Relatório     |               |                             |

## Premiação
| Campeonato Paraibano Terceira Divisão 2023 |
| ------------------------------------------ |
| Cruzeiro-PB Campeão (1.º título)           |